# Ethel Johannesdotter-Eliasson
Ethel Marianne Johannesdotter-Eliasson, född 28 juni 1926 i Malmö Sankt Johannes församling, Malmöhus län, död 10 oktober 2019 i Billinge distrikt, Skåne län, var en svensk folklivsskildrare som skrev dikter på det skånska Onsjömålet, höll föredrag om skånsk allmogekultur och bokdebuterade vid 93 års ålder. Boken innehöll dikter och berättelser. Hon skrev också pjäsen ”Lördesattan på Ågåren”.
För sin gärning fick hon flera utmärkelser, bland annat Skånska Akademiens diplom 1989, Skånska Dagbladets Stora pris 1994 och Charlotte Weibullpriset.

## Biografi
Ethel Johannesdotter-Eliasson var ättling till den skånska spelmansfamiljen Berntsson, verksam under 1800-talet och en bra bit in på 1900-talet. Modern Althea Natalia Berntsson (1888–1983) kom från spelmansfamiljen Berntsson. Fadern Otto Johannesson var lantbrukare (1900–1973). 
Ethel Johannesdotter-Eliasson uppgav sig vara inspirerad av Daniel Rydsjö i sitt diktande, och spelade psalmodikon. Hon blev som första kvinna invald som ledamot i Sällskapet skånsk samling.